# Trevor Cherry
Pour les articles homonymes, voir Cherry.
Trevor Cherry, né le 23 février 1948 à Huddersfield (Angleterre), et mort le 28 avril 2020 à Leeds,, est un footballeur anglais, qui évoluait au poste de défenseur à Leeds United et en équipe d'Angleterre.
Cherry n'a marqué aucun but lors de ses vingt-sept sélections avec l'équipe d'Angleterre entre 1976 et 1980. 

## Carrière
- 1965-1972 : Huddersfield Town
- 1972-1982 : Leeds United
- 1982-1985 : Bradford City

## Palmarès

### En équipe nationale
- 27 sélections et 0 but avec l'équipe d'Angleterre entre 1976 et 1980.

### Avec Huddersfield
- Vainqueur du Championnat d'Angleterre de football D2 en 1970.

### Avec Leeds
- Vainqueur du Championnat d'Angleterre de football en 1974.
- Finaliste de la Coupe des clubs champions européens en 1975.
- Finaliste de la Coupe d'Europe des Vainqueurs de Coupe en 1973.
- Finaliste de la Coupe d'Angleterre de football en 1973.